# 梵王寺墓群
梵王寺墓群，位于山西省朔州市朔城区窑子头乡梵王寺村西北1.5公里处沿线地区，是中华人民共和国山西省文物保护单位之一。
1986年8月18日，授予山西省文物保护单位，是一座古墓葬。